# Gao Qi
Gao Qi (高 旗; Pekín, 26 de febrero de 1968) es un cantante y compositor chino, vocalista de la banda de rock Overload.  Fue criado en el seno de una familia de música clásica, pues su padre es tenor y su madre pianista.
Después de abandonar la universidad, se unió al grupo de rock Breath, como guitarrista y compositor, que actuó en el primer festival de rock en China, el Concierto de Música Moderna de Beijing, en el mes de febrero de 1990. La banda lanzó su primer álbum titulado Breath con el que se dio a conocer en el resto de Asia en 1991.
Fascinado por el género heavy metal, abandono Breath y creó su propia banda, Overload, junto al guitarrista Han Hongbin, el bajista Li Yanliang y el baterista Xueke Wang Zhao Muyang.
Las canciones que escribió combinan el género rock occidental y la literatura china, y sus actuaciones despertaron el entusiasmo tanto del público como de los músicos. El grupo creó un estilo de Thrash metal, que comenzó a atraer a un gran número de seguidores en poco tiempo.
El primer sencillo de la banda, The Shadow of Ancestor, fue grabado para un álbum titulado Rock Beijing bajo el sello discográfico de Rock China en 1993. Mientras tanto, su conocimiento del rock chino y de la música occcidental moderna le dio la oportunidad de ser contratado como productor musical y compositor para la primera película de rock China titulada Long Hair in the Wind, y como freelancer especial para música extranjera de Beijing Music Broadcasting. En 1995 lo entrevistó la revista musical británica WIRE.
En 1996 la banda lanzó su primer álbum homónimo, Overload. Su CD Magic Blue Sky fue lanzado en 1999 y su siguiente disco Life is an adventure salió en 2002.